# خیرونا (شهر)
ژیرونا (کاتالان: Girona [ʒiˈɾona] ) یا خِرونا (اسپانیایی: Gerona [xeˈɾona] ) مرکز استان خیرونا در منطقه خودمختار کاتالونیا در پادشاهی اسپانیا است. جمعیت رسمی این شهر در سال ۲۰۲۰ میلادی ۱۰۳٫۳۶۹ تن بوده‌است اما جمعیت منطقه شهری ژیرونا-سالت در آن سال حدود ۱۵۶،۴۰۰ نفر تخمین زده شده بود. ژیرونا با مساحت ۳۹ کیلومتر مربع، در منتهی‌الیه شمال‌غرب اسپانیا و شمال منطقه ساحلی کوستا برابا قرار دارد و در فاصله ۹۹ کیلومتری شمال‌شرق بارسلونا واقع شده‌است. از میان این شهر، چهار رودخانه با نام‌های تر، اونیار، گاییگانتس و گوئی گذر می‌کند.

## تاریخ
خیرونا یکی از مناطق استان کاتالونیا است که مردم آن به زبان‌های کاتالان و اسپانیایی صحبت می‌کنند. این منطقه داری آب و هوای بسیار خوبی است و داری جاذبه‌های توریستی طبیعی و تاریخی است.

## اقتصاد

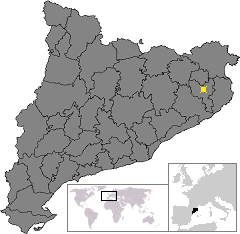
خیرونا